# Лъв Малеин
Лъв Малеин (на гръцки: Λέων Μαλεΐνος), наричан в арабски източници Лаун Камаладдин (Lāwun Kamāladdīn), Лаун бин ал Малаини (Lāwun b. al-Malā'inī; от Яхия Антиохиски) и Ибн ал Малаини (Ibn al-Malā'inī, от Абу Фирас Хамадани), е византийски аристократ от X век

## Живот
Лъв Малеин вероятно е син на Константин Малеин и брат на Евстатий Малеин. През 953 г. участва в битката при Мараш срещу войските на емира на Алепо Сайф ал Даула (945 – 967) и е сред жертвите, дадени от византийците. По това време званието на Лъв Малеин е описано с арабския термин битрик (biṭrīq), който може да означава както военен командир, така и патрикий, без да е възможно да се определи в какъв смисъл терминът е използван по отношение на Лъв Малеин.